# Déchet dangereux diffus
Pour des articles plus généraux, voir Déchet et Déchet dangereux.

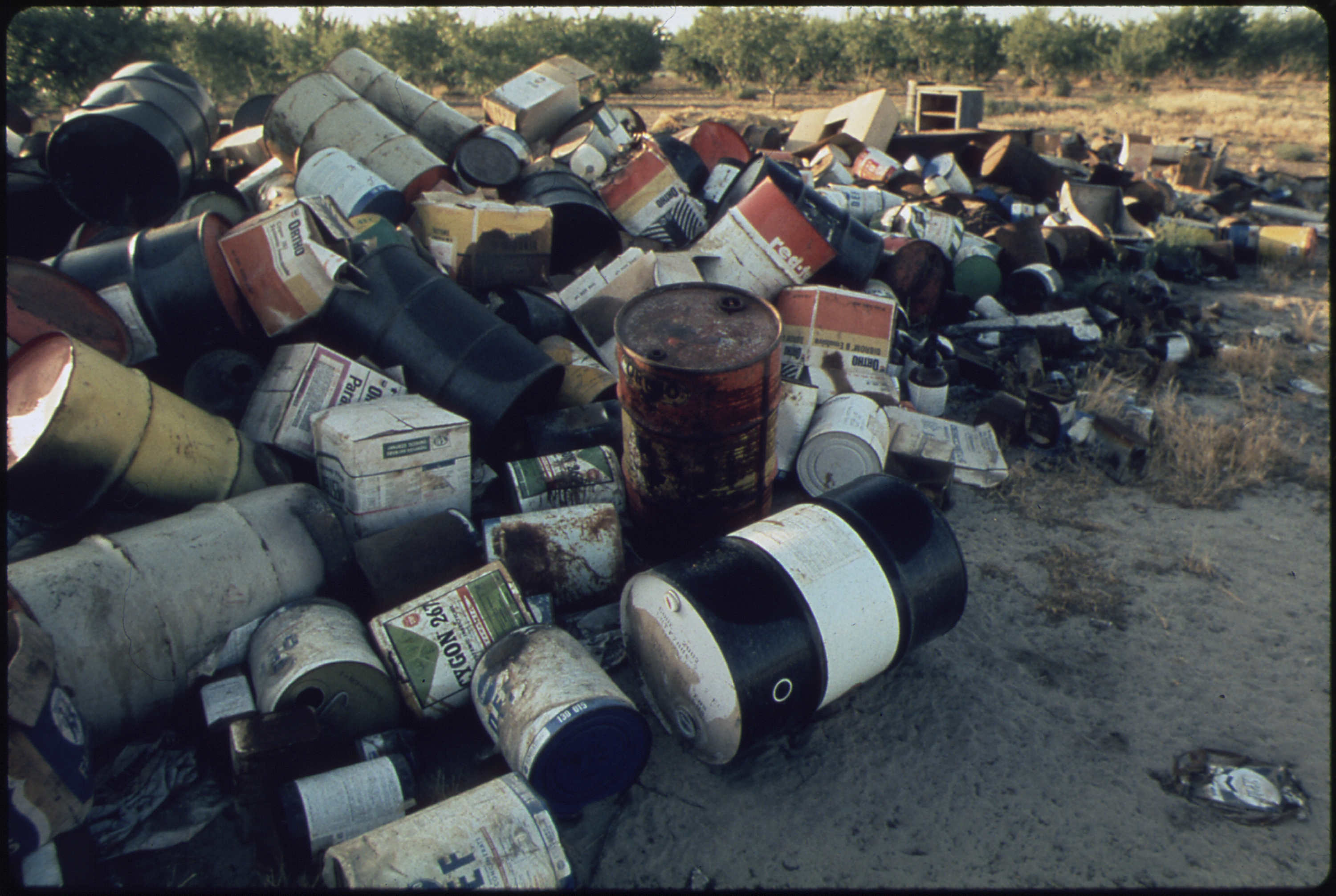
Décharge de bidons ayant contenu des pesticides concentrés.

Les déchets dangereux diffus (DDD), anciennement appelés déchets dangereux en quantités dispersées (DDQD) ou déchets toxiques en quantités dispersées (DTQD), sont des déchets dangereux produits et détenus en trop petite quantité et/ou de manière trop dispersée pour suivre directement la filière habituelle de traitement des déchets dangereux,,. Ils regroupent notamment certains déchets dangereux issus d'entreprises (industrielles notamment) mais aussi des déchets ménagers dangereux (DMD) et issus d'activités de soins (à risques infectieux en particulier).

## Définition et caractérisation
Les déchets dangereux diffus (DDD) sont des déchets variés par leur origine et leur nature. Il n’existe pas de définition de la notion de « diffus » mais on y classe généralement les déchets qui sont produits en petite quantité et/ou de façon ponctuelle et qui, de par cette caractéristique, posent des difficultés de gestion en termes de collecte et de mobilisation des producteurs.
Au sens large et stricto sensu, les DDD pourraient être très nombreux. Par exemple, ils pourraient inclure certains gaz d'échappement et les particules qu'ils véhiculent (suies cancérigènes…) issus des moteurs de véhicules (navires et avions compris), les plombs de pêche et grenaille de chasse perdus dans l'environnement et source de saturnisme animal, les mégots dispersés dans l'environnement,,,,,,,,, de nombreux résidus de pesticides, de résidus de médicaments évacués dans les excréments, vomis et urines humaines et animales ou de radioproduits destinés aux radiographie ou médicament radiopharmaceutique destiné à certaines chimiothérapies,, sachant que les patients restent moins à l'Hôpital et sont de plus en plus soumis à des en auto-traitement à domicile ou en maison de retraite… Ces produits sont souvent techniquement récupérables, mais pas - à ce jour - à des conditions économiquement et socialement acceptables.
Au sens réglementaire, cette notion peut varier selon les périodes et pays, mais elle se limite aux déchets dangereux qui peuvent être raisonnablement collectés et traités et qui sont produits en petites quantités et/ou émis de manière diffuse. Leur caractère diffus les rend difficiles à collecter par les moyens classiques (exemple : déchets médicaux diffus).
Ils sont de natures très variées (solvants, huile de vidange, filtres à huile, lubrifiants, émulsion et solutions d’usinage, produits chimiques divers de laboratoire, bains photographiques, peintures, colles, vernis, chiffons et emballages souillés par des produits, cartouches de toners pour imprimantes, piles, tubes fluorescents, aérosols, résidus de produits phytosanitaires, etc.) et proviennent de l'activité d'un ensemble très large de producteurs (artisans, commerçants, agriculteurs, laboratoires de recherche et d'enseignement, professions libérales, petites, moyennes ou grandes entreprises, Industrie, etc.) ainsi que des ménages.
Ils correspondent à des « lots » pour lesquels les quantités unitaires des différents déchets et composants sont relativement faibles : inférieures à une limite de 50 à 100 kilogrammes par type de déchets et peuvent être classés en 3 catégories :
1. Les déchets dangereux diffus des professionnels ;
2. Les déchets dangereux figurant dans la liste des déchets diffus spécifiques (DDS) ;
3. Les autres déchets dangereux des ménages (DDM).

### Déchets diffus spécifiques
En France, les déchets diffus spécifiques (DDS) sont définis comme étant les déchets issus de produits chimiques pouvant présenter un risque significatif pour la santé et l’environnement et utilisés principalement par les ménages. Leur liste est fixée par arrêté ministériel du 16 août 2012,.
Les DDS font l’objet d’une obligation de gestion par les metteurs sur le marché.

## Quantités
Par nature, les quantités réellement produites sont souvent difficiles à évaluer. Cependant, les quantités prévues et/ou récupérées et comptabilisées donnent lieu à des statistiques.
En France, l'ADEME a estimé en 2004 7,8 Mt de DTQD étaient introduits annuellement dans la filière déchet par les ménages, les TPE et les laboratoires. Une grande partie de ces DTQD était produite par le secteur du BTP (bâtiment en particulier). Malgré les opérations de sensibilisation du grand public et des corps de métier et malgré l'ouverture de nombreuses déchèteries seuls 15 % du gisement des DTQD récupérables étaient estimés être collecté par les filières appropriées selon l'ADEME en 2004. Les DTQD restent donc une source importante de produits toxiques et indésirables entrant dans les unités de traitement et en ressortant dans les composts et digestats. Une fois mélangés aux déchets organiques, ils subissent comme eux diverses transformations physicochimiques (absorption, adsorption, volatilisation, dissolution, advection, sorption, réduction et/ou oxydation et biotransformation et métabolisation, contribuant alors à la production de formes métalliques, métalloïdes ou organiques matérielles ou gazeuse toxiques avec éventuelle formation de produits secondaires souvent volatils et/ou solubles dans l'eau. 
Young et al. ont montré en 1983 que les décharges réceptionnant uniquement des déchets industriels émettaient plus de composés aromatiques et halogénés que celles recevant des mélanges de déchets domestiques et industriels. De même ces dernières sécrétait plus de ces gaz que les décharges uniquement alimentées par des déchets domestiques.
Concernant les DDQD susceptibles d'avoir un impact sur l'eau, en 2000 les agences de l'eau ont estimé que les PME/PMI, artisans et commerçants rejetaient en France métropolitaine à eux-seuls environ 530 000 tonnes de DDQD. Et en 2004, selon une étude conduite dans le bassin Loire-Bretagne seuls 15 à 20 % des DDQD des PME-PMI, artisans et commerçants de cette zone géographique étaient collectés et traités dans des filières adaptées, ce qui est un obstacle à la reconquête du bon état écologique de l'eau qui aurait dû être atteint en 2015 selon la directive cadre sur l'eau.
Les statistiques peuvent aussi concerner des objectifs prévisionnels de récupération. À titre d'exemple : dans le département de la Sarthe (France) en 2013 ce sont 1 700 t de déchets diffus dangereux qui devaient être collectés (chiffre à comparer aux 184 800 t de déchets ménagers, et aux 27 600 t de déchets inertes également prévus). Dans ce même département, le plan suivant prévoit pour 2018 d'en collecter 2 800 tonnes, alors que la quantité de déchets ménagers devrait diminuer (182 300 t prévues).

## Coûts
En raison de la nature, de la dispersion et des volumes parfois faibles de ces déchets, ils sont traités dans une multitude de centres, parfois à l'étranger ce qui explique que dans le Bassin Loire-Bretagne sur le coût total d'élimination de ces DDQD les coûts de collecte/transit/regroupement/transport comptaient en moyenne pour les deux tiers de ce coût.

## Enjeux
Les DDD constituent à la fois un risque pour la santé et l'environnement et sont une source de dépenses cachées.
Souvent mal identifiés, mal stockés ou éparpillés dans la nature, ils polluent l'environnement, les effluents urbains, les boues d'épuration et (quand il s'agit de métaux lourds ou métalloïdes ou radionucléides, ou de molécules stables et toxiques) ils contaminent les mâchefers et cendres résiduelle, les composts ou digestats. Ils compliquent donc considérablement le traitement des ordures ménagères (inadapté à ce type de substances toxiques) et le traitement des eaux d'égouts ou d'effluents industriels s'ils n'ont pas fait l'objet d'un tri et d'une élimination spécifique et adaptée en amont. Par exemple, envoyés via les égouts dans les stations d'épuration, ils « peuvent dégrader les réseaux d’assainissement, perturber le rendement des stations d’épuration et contaminer les boues issues de l’épuration des eaux ».
Il existe des enjeux forts de connaissance et de traçabilité de ces déchets, car leur rejet dans l’égout n’a pas le même impact si en aval les boues d'épuration et/ou de curage d'égouts doivent retourner sur des sols (cultivés ou non) ou si elles sont, par exemple, éliminées par incinération).
Leur mélange avec les ordures ménagères n'aura pas non plus le même impact selon que ces déchets seront compostés, méthanisés, traités par carbonisation hydrothermale ou incinérés (avec un traitement des fumées respectant ou devançant la réglementation en vigueur) ou simplement mis en décharge.

## Cadre réglementaire
En France, aucune réglementation n'est spécifiquement dédiée aux DDD, mais certains sont identifiés comme déchets «dangereux» par la classification des déchets : décret no 2002-540 du 18 avril 2002, qui transpose la décision 2001/573/CE établissant la liste des déchets et, d’autre part, la directive 91/689/CE qui définit le déchet dangereux.
Ils sont soumis à la réglementation générale en matière de déchets dangereux (transports de déchets dangereux y compris) et relèvent en termes de planification à ce titre maintenant des Plans régionaux d'élimination des déchets dangereux (PREDD) qui remplacent les plans départementaux. À ce titre, les DDD ne doivent être ni abandonnés, ni rejetés dans le milieu naturel ou dans le réseau d'assainissement ou les ordures ménagères, ni brûlés à l'air libre.
Leur détenteur doit les faire éliminer ou valoriser dans des installations classées pour la protection de l’environnement (ICPE) adaptées.
Des actions de communication et de sensibilisation doivent contribuer à faire diminuer leur tonnage et améliorer leur collecte (en déchèterie, pharmacie, via le réseau des DEEE, etc.), leur traitement et ou leur recyclage ou réutilisation.